# Ellwood
Ellwood is een Amerikaanse ska- en reggaeband opgericht in 2009 in Santa Ynez Valley, Californië. De band bestaat uit Chuck Robertson, Graham Palmer, Todd Rosenberg, en Dustin Lanker. Alle leden spelen of hebben ook gespeeld in de ska-punkband Mad Caddies.

## Geschiedenis
Ellwood werd opgericht toen Robertson in de late millenniumjaren terug verhuisde naar zijn geboorteplaats Solvang, Californië. Nadat hij opnieuw contact had opgenomen met Palmer en Rosenberg, oorspronkelijke leden van Mad Caddies. Nadat het trio besefte dat er geen actieve muziekscene in Santa Ynez Valley was, besloten ze om een nieuwe band op te richten. Uiteindelijk kwam Dustin Lanker (tourlid van Mad Caddies) bij de band spelen. In tegenstelling tot het geluid van Mad Caddies, wat meer naar ska-punk en punk neigt, klinkt dat van Ellwood meer naar reggae en ska.
In 2010, na een tijd lokale shows gespeeld te hebben, koos de band ervoor om een stap verder te nemen en aan een album te gaan werken. De volgende zes maanden bracht de band door met het samenstellen van materiaal, waarna een demoalbum werd opgenomen in de garage van Palmer. Uiteindelijk werd het debuutalbum opgenomen in Santa Barbara in slechts twee dagen. Nadat de band bijna een jaar inactief was geweest vanwege de verplichtingen die de leden hadden bij Mad Caddies en andere bands, gaf Robertson een exemplaar van het album aan Fat Mike tijdens een feestje. Die zou er uiteindelijk mee akkoord gaan om het album via zijn label Fat Wreck Chords te laten uitgeven.
Lost in Transition werd uitgebracht op 21 juni 2011 en werd goed ontvangen door onder andere Alternative Press, PopMatters en Punknews.org. Om het album te promoten tourde Ellwood door Europa in november en december 2011, wat in januari 2012 volgde met een tour langs de westkust in de Verenigde Staten met als supportbands NOFX en Old Man Markley.
Kort na de uitgave van Lost in Transition maakte Robertson bekend dat Ellwood al bezig was met nieuw materiaal voor het volgende album, maar merkte daarbij wel op dat de stijl drastische zou afwijken van het debuutalbum. Hij hoopte dat de band in de komende vijf jaar vijf platen uitgebracht zou hebben. Dit is er echter nooit van gekomen, met name omdat de leden druk zijn met andere projecten, maar Ellwood is nog steeds actief. Op 2 november 2012 maakte de band via Facebook bekend dat ze bezig waren met het tweede album, maar dat dit even op zich zou laten wachten omdat de leden andere verplichtingen hebben bij Mad Caddies.

## Leden
- Chuck Robertson - zang, gitaar
- Dustin Lanker - keyboards, zang
- Graham Palmer - basgitaar, zang
- Todd Rosenberg - drums, zang